# Г4
Г4 је савез између Бразила, Индије, Немачке и Јапана са циљем да постану сталне чланице Савета безбедности Уједињених нација. За разлику од сличних савеза Г7 или Г8, основни циљ и сврха Г4 је стално чланство у Савету безбедности.
Тренутне чланице Савета безбедности УН-а са правом вета су: Народна Република Кина, Француска, Русија, Уједињено Краљевство и САД.
Кина се снажно противи уласку Јапана у стални састав Савета безбедности, а остале сталне чланице га подупиру. Немачка нема подршку САД. Француска и Уједињено Краљевство дају подршку проширењу, али неке државе у окружењу Г4 земаља су против.  Пакистан се противи чланству Индије, Јужна Кореја је против Јапана, Аргентина против Бразила, а Италија и Шпанија против Немачке (види: Кафе клуб).